# Vieirinha (football, 1924)
Pour le footballeur portugais né en 1996, voir Vieirinha.
Manuel Alberto Vieira, plus communément appelé Vieirinha, est un footballeur portugais né le 1er octobre 1924 à Lisbonne et mort le 13 février 2005 à São Martinho do Porto. Il évoluait au poste de milieu.

## Biographie

### En club
Vieirinha évolue au Portugal dans les clubs de l'Estoril-Praia, du Benfica Lisbonne, du Lusitano Évora et du Sporting Farense. Il remporte une fois la Coupe du Portugal en 1953 avec Benfica.
Il dispute un total de 234 matchs en première division portugaise, pour un total de 63 buts marqués,. Il réalise sa meilleure performance lors de la saison 1950-1951, où il inscrit 15 buts avec l'Estoril-Praia. Il est l'auteur de quatre doublés cette saison là.

## Palmarès

### Joueur
Avec le Benfica Lisbonne :
- Vice-champion du Portugal en 1953
- Vainqueur de la Coupe du Portugal en 1953

Avec l'Estoril Praia :
- Champion du Portugal de D2 en 1946